# Koloman Belopotocký
Ján Nepomuk Koloman Belopotocký (starší Belopotoczky, v literatuře někdy i jako Belepotoczky) (6. února 1845, Ružomberok – 15. prosince 1914 Oradea, dnešní Rumunsko) byl římskokatolický duchovní, polní vikář rakousko-uherské armády.

## Životopis
Gymnaziální studia absolvoval v Ružomberku a Levoči. Teologii studoval na univerzitě v Innsbrucku jako bohoslovec spišské diecéze. 14. června 1860 byl vysvěcen na kněze v tyrolském Brixenu (dnes Itálie). Na vídeňské univerzitě pokračoval v teologickém studiu a v roce 1872 tam získal titul doktor teologie. Následně působil jako profesor teologie a rektor v semináři na Spišské Kapitule. V roce 1876 ho ostřihomský arcibiskup Ján Šimor povolal rektorem do centrálního semináře v Budapešti. Od roku 1882 působil ve Vídni na Frintaneu (Augustineu) a zároveň byl dvorním kaplanem rakouského císaře.
6. června 1890 ho František Josef I. jmenoval apoštolským polním vikářem, tj. nejvyšším duchovním rakousko-uherských ozbrojených sil. Apoštolský polní vikář byl fakticky biskup personální diecéze, která zahrnovala celou říši a do její jurisdikce patřili všichni příslušníci rakousko-uherské armády, námořnictva a četnictva, jakož i jejich rodiny. Toto jmenování bylo potvrzeno Svatým stolcem 22. července 1890 a byl jmenován titulárním biskupem trikalským. Biskupské svěcení přijal z rukou spišského biskupa Juraje Čásky v katedrále sv. Martina v Spišském Podhradí. V témže roce se stal i kanovníkem latinské katedrální kapituly ve Velkém Varadíně.
V pozici polního vikáře působil 21 let, této funkce se vzdal 1. června 1911. Následně působil jako velkoprobošt katedrální kapituly ve Velkém Varadíně, kde i v roce 1914 zemřel.

## Uděleno biskupské svěcení

### Hlavní světitel
- Anton Fetser, 1906, pomocný biskup veľkovaradínský, později biskup v Győru
- Imrich Bjelik, 1913, Belopotockého nástupce ve funkci polního vikáře

### Hlavní spolusvětitel
- Wolfgang Radnai, 1902, pomocný biskup veľkovaradínsky, později biskup banskobystrický
- Mikuláš Széchenyi de Sárvár et Felsővidék, 1902, biskup v Győru a později biskup veľkovaradínský
- Augustín Fischer-Colbrie, 1905, pomocný biskup-nástupce a později sídelní biskup košický
- Hermann Zschokke, 1910, pomocný biskup vídeňský